# Kalzhofen
Kalzhofen (mundartlich: Khåldshovə, uf Khåldshovə nüs) ist ein Gemeindeteil der Marktgemeinde Oberstaufen im bayerisch-schwäbischen Landkreis Oberallgäu.

## Geschichte

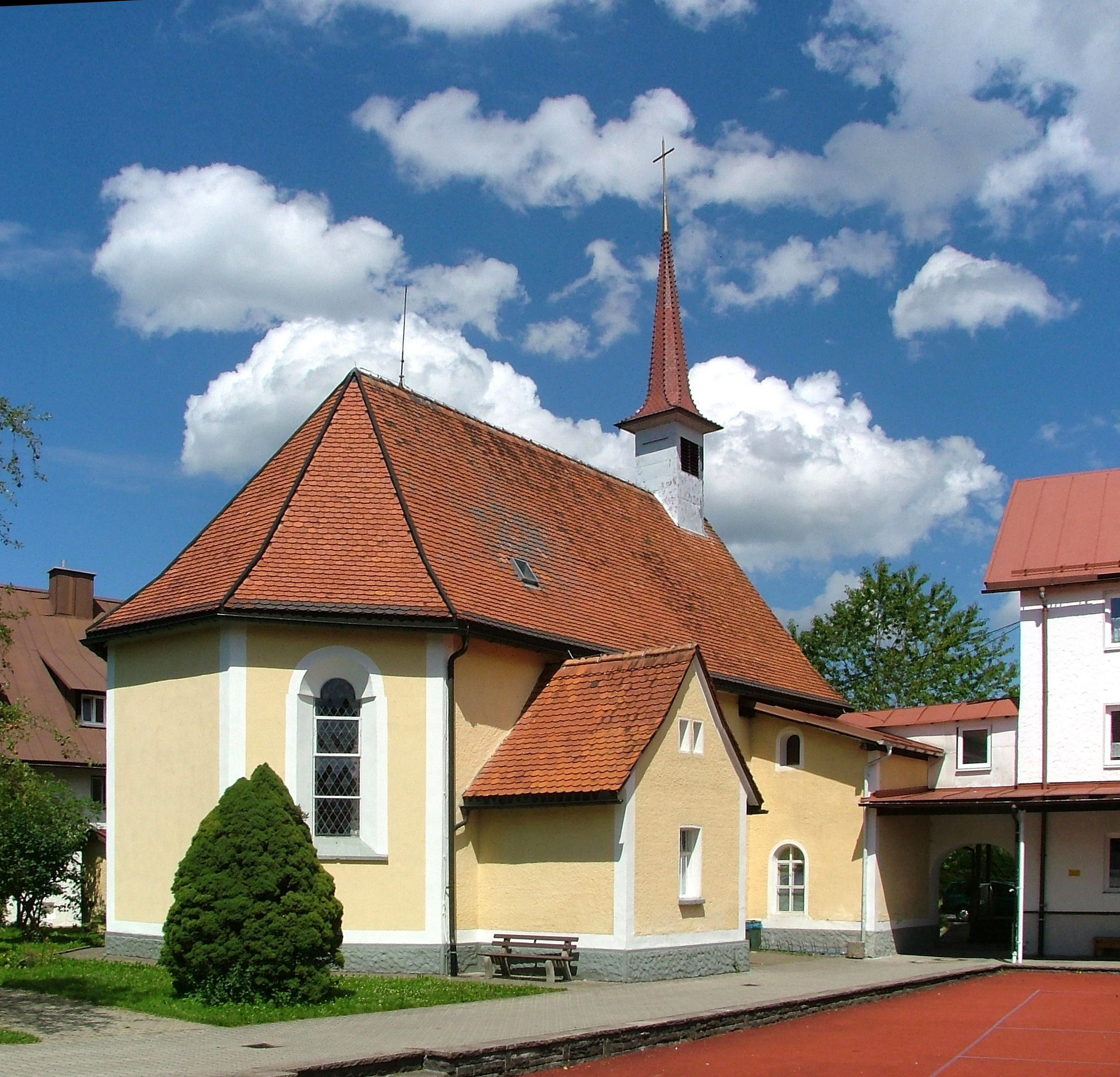
Kapelle in Kalzhofen

Das Kirchdorf Kalzhofen, das seinen Namen und vermutlich auch die Erstsiedlung auf den 868 genannten Chadolt zurückführt, wird erstmals in einem Zinsrodel des Klosters Mehrerau von 1340 als „Kadoltzhoven“ genannt.
An den Mehrerauer Klosterbesitz und an die Grundherrschaft des Klosters in Kalzhofen erinnert noch heute der Flurname „Meerau“ für eine Waldabteilung und für eine Weidefläche.
1632 zählte Kalzhofen 52 Kommunikanten, im Jahre 1640 nur noch 41 und 1644 noch 37. An die Existenz einer einstigen Mühle zu Kalzhofen erinnern Flurnamen wie Mühlacker, Mühlanger, Mühlberg und Mühlbergholz.  Die heutigen Straßennamen sind nach den verschiedenen alten Flurnamen benannt, zum Beispiel gibt es Meerau, Kreuzwiesenweg oder Orthalde.
Aus einem Hof in Kalzhofen stammte die Mutter Balbina Hauber des berühmten Historikers und Politikers Edmund Jörg.
Am 3. Januar 1905 eröffneten in Kalzhofen Schwestern des Dillinger Franziskanerklosters das Waisenhaus St. Immakulata, welches auf eine Stiftung der ledigen Geschwister Hauber und deren Vetter Xaver Arzet zurückgeht und heute ein Kinderheim ist. Die dort geschaffene Lourdesgrotte war lange Zeit eine Wallfahrtsstätte.
Über Jahrhunderte war Kalzhofen ein Dorf der Bauern. Heute ist der Ort ein Wohngebiet, welches von Landwirtschaft und Tourismus dominiert wird. So gibt es immer noch einige landwirtschaftliche Betriebe sowie mehrere Hotels und etliche Ferienwohnungen und Pensionen.

## Veranstaltungen
Eine Veranstaltung ist das jährliche, im Monat August stattfindende Dorffest, welches von den "Kalzhofer Kranzern" organisiert wird. Ebenso wird von den Kranzern das traditionelle Funkenfeuer am Funkensonntag am Hompessenalpweg und auch ein Faschingskränzle im Januar in der Turnhalle der Montessorischule veranstaltet.